# 공신호
공신호(功臣號)는 고려, 조선의 공신들에게 주어진 호칭이다. 고려의 공신호는 위사전망공신(衛社戰亡功臣), 호종공신(扈從功臣) 삼한공신(三韓功臣 등이 있었으며, 개국(開國), 정사(定社), 좌명(佐命), 정국(靖國) 등이 있었다.

## 참고 자료
“공신호”. 《한국고전용어사전》.